# Violet Baudelaire
Violet Baudelaire is een  personage uit de 13-delige boekenreeks Ellendige avonturen. In de film uit 2004 wordt zij vertolkt door Emily Browning en in de televisieserie (2017-2019) door Malina Weissman.

## Biografie
Violet is de oudste van de drie Baudelaire-wezen. Ze heeft een broertje - Claus - en een zusje - Roosje. In het begin van de serie is ze 14, in The Grim Grotto wordt ze 15 en aan het einde van de serie is ze 16 jaar oud.
In Het Bittere Begin geeft Violet toe geen al te beste koker te zijn. Haar favoriete boek is The Life of Nikola Tesla en net als Claus en Roosje is Violet allergisch voor pepermunt, iets dat ze van haar moeder heeft geërfd.

## Uitvindingen
Violet is uitvinder. Al op haar vijfde won ze uitvinderswedstrijden en tijdens de avonturen die de kinderen beleven komt haar talent vaak goed van pas. Als de oudste Baudelaire iets uitvindt, houdt ze haar haar altijd met een lint uit haar ogen. In bijna ieder deel vindt ze wel iets uit dat de Baudelaires van pas komt, enkel De Helse Houtzagerij is hierop een uitzondering.